# Spirama macromacula
Spirama macromacula là một loài bướm đêm trong họ Erebidae.